# Archeosmylus alysius
Archeosmylus alysius (лат.) — ископаемый вид сетчатокрылых из семейства Archeosmylidae (Permithonidae). Обнаружен в юрских отложениях (Европа, Великобритания, Gloucestershire, Alderton Hill Quarry, тоарский ярус, около 180 млн лет). Длина тела 3 мм, длина переднего крыла 5,5 мм.
Вид Archeosmylus alysius был впервые описан по отпечаткам в 1988 году вместе с Archexyela crosbyi, Archebittacus exilis, Lithosmylidia lineata, Mesogryllacris giganteus, T. grandipennis, Neoparachorista perkinsi, N. semiovena, N. splendida, Neopermopanorpa mesembria. 
Включён в состав рода Archeosmylus Riek 1953 вместе с видами Archeosmylus costalis, Archeosmylus complexus, Archeosmylus pectinatus, Archeosmylus stigmatus. Тем не менее, принадлежность данного вида к роду Archeosmylus оспаривается рядом исследователей.